# Пляжний волейбол на Літній універсіаді 2013
Турнір із пляжного волейболу на літній Універсіаді 2013 пройшов з 8 по 13 липня 2013 року в Казані (Росія). У змаганнях взяли участь 32 чоловічих і 32 жіночих команди, які розіграли два комплекти нагород.

## Медальний залік
| Місце  | Країна          | Золото | Срібло | Бронза | Загалом |
| ------ | --------------- | ------ | ------ | ------ | ------- |
| 1      | Польща (POL)    | 1      | 1      | 0      | 2       |
| 2      | Росія (RUS)     | 1      | 0      | 1      | 2       |
| 3      | Німеччина (GER) | 0      | 1      | 1      | 2       |
| Всього | Всього          | 2      | 2      | 2      | 6       |

### Медалісти
| Event    | Золото                                            | Срібло                                            | Бронза                                                 |
| -------- | ------------------------------------------------- | ------------------------------------------------- | ------------------------------------------------------ |
| Чоловіки | Польща (POL) · Міхал Кадзіола · Якуб Шаланєвіч    | Німеччина (GER) · Армін Доллінгер · Йонас Шрьодер | Росія (RUS) · Ярослав Кошкарьов · Костянтин Семенов    |
| Жінки    | Росія (RUS) · Катерина Хомякова · Євгенія Уколова | Польща (POL) · Кінга Колосинська · Моніка Бжостек | Німеччина (GER) · Юлія Катаріна Суде · Шанталь Лабор'є |